# Alfred Jones (Boxer)
Alfred „Al“ Jones (* 1. Oktober 1946 in Detroit) ist ein ehemaliger Boxer aus den Vereinigten Staaten und Bronzemedaillengewinner der Olympischen Spiele von 1968 im Mittelgewicht.

## Boxkarriere
Alfred Jones war während seiner Wettkampfkarriere rund 1,75 m groß und boxte im Mittelgewicht (bis 75 kg). Er gewann 1965 die National Golden Gloves, 1968 die US-amerikanischen Meisterschaften und die US-Olympiaausscheidung 1968. Am 16. August 1968 besiegte er zudem in einem Länderkampf Ewald Wichert aus Deutschland.
Im Oktober 1968 nahm er schließlich an den 19. Olympischen Sommerspielen in Mexiko-Stadt teil, wo er eine Bronzemedaille erkämpfen konnte. Er besiegte dabei Marcelo Quiñones aus Peru 5:0, Raúl Marrero aus Kuba 5:0 und Simon Georgiew aus Bulgarien 4:1, ehe er im Halbfinale gegen den Briten Christopher Finnegan 1:4 unterlag.
1969 wechselte er ins Profilager und gewann innerhalb von weniger als zwei Jahren zwölf Kämpfe in Folge, davon sieben durch Knockout. Nach einer schweren K.-o.-Niederlage im Februar 1971 gegen Dave Thach, trat er vom aktiven Boxsport zurück.